# Seleção Nigerina de Futebol
A Seleção Nigerina de Futebol representa o Níger nas competições de futebol da FIFA. Ela é filiada à FIFA, à CAF e à WAFU.
Em toda sua história, Níger nunca se classificou para Copas do Mundo. A única tentativa mais bem-sucedida foi nas Eliminatórias para a Copa de 1982, quando só perdeu na fase final para a Argélia.
Se classificou para o Campeonato Africano das Nações em duas oportunidades, em 2012 e em 2013, mas não obteve nenhuma vitória nas duas competições. Em 2012 foi emparelhado na chave com Gabão, Tunísia e Marrocos, perdeu todas as partidas e ficou em último lugar no grupo. Em 2013, ficou no grupo de Gana, Mali e RD Congo, não fez nenhum gol e perdeu para os dois primeiros, mas conseguiu um empate em 0 - 0 com a RD Congo.

## Participações em Copas do Mundo
Em 2017, pela primeira vez na história, Níger participou de uma competição FIFA, a Copa do Mundo Sub-17, realizado na Índia.
Ficou no grupo D, ao lado de Brasil, Espanha e Coréia do Norte.
Contra a Coreia do Norte, os garotos Nigerinos venceram um jogo da FIFA pela primeira vez, pelo placar de 1 a 0 e gol de Abdourahmane aos 59' de partida.